# شركة إفريقيا إسرائيل للاستثمارات
شركة أفريقيا إسرائيل للاستثمارات(بالإنجليزية: Africa Israel Investments Ltd) هي شركة قابضة واستثمارية دولية مقرها في يهود، إسرائيل. تتكون المجموعة من العديد من الشركات الخاصة والعامة النشطة في مجالات مثل العقارات والبناء والبنية التحتية والتصنيع والسياحة والترفيه. يتم تداول أسهم الشركة في بورصة تل أبيب وهي تشكل مؤشر TA-25 . أصبحت الشركة موضوع تغطية الصحف عام 2008، لارتباطها ببناء المستوطنات الإسرائيلية في الضفة الغربية.

## الجدل
أصبحت الشركة موضوع تغطية الصحف في عام 2008، لارتباط ليفيف ببناء المستوطنات الإسرائيلية في الضفة الغربية. كانت السفارة البريطانية في إسرائيل تخطط للانتقال إلى برج كيريا، أحد مبانيها، لكنها ألغت عندما تم الكشف عن هذه العلاقات في وسائل الإعلام البريطانية.
في سبتمبر 2009، كانت إمبراطورية ليفيف على وشك الانهيار. خلال فقاعة العقارات في أوائل العقد الأول من القرن الحادي والعشرين، كان قد اقترض مبالغ ضخمة من المال للحصول على ممتلكات حول العالم، بما في ذلك أمريكا. مع انخفاض أسعار العقارات الأمريكية وتراجعت قيم السوق إلى أقل من نصف ما دفعه ليفييف مقابل العقارات، انخفضت قيمة استثمارات إفريقيا إسرائيل. قال ليفيف: «كان خطأنا الرئيسي هو الاستثمارات في الولايات المتحدة» 
في عام 2009، منعت محكمة العدل العليا الإسرائيلية سجنًا خاصًا أنشأته إفريقيا الخاصة مؤخرًا بالقرب من بئر السبع. لم يكن السجن محتلاً بعد عندما أعلن أنه غير دستوري. 
في عام 2009، انسحبت شركة بلاكروك الشركة، بزعم «بسبب تورط الشركة في بناء المستوطنات في الضفة الغربية».

## روابط خارجية
- الموقع الرسمي